# موروا
موروا (به فرانسوی: Maurois) یک کمون در فرانسه است که در نور-پا-دو-کاله واقع شده‌است.

## خصوصیات
موروا ۲٫۱۱ کیلومترمربع مساحت و ۴۲۱ نفر جمعیت دارد.